# Computador IAS
O computador IAS foi o primeiro computador eletrônico construído pelo Instituto de Estudos Avançados de Princeton (IAS). O artigo descrevendo o projeto do computador IAS foi editado por John von Neumann, um professor de matemática da Universidade de Princeton e do Instituto de Estudos Avançados. O computador foi construído de 1942 até 1951 sob sua direção. O computador IAS esteve em operação restrita no verão de 1951 até 10 de junho de 1952 quando se tornou operacional.
O computador era uma máquina binária com uma palavra de 40 bits, armazenando instruções de 20 bits em cada palavra. A memória tinha capacidade para 1024 palavras (5,1 kilobytes). Números negativos eram representados no formato de complemento de dois. Tinha dois registradores: Acumulador (AC) e Multiplicador/Quociente (MQ). Embora alguns considerem o computador IAS como o primeiro projeto a misturar programas e dados numa única memória, isto já havia sido implementado quatro anos antes pela Manchester Small-Scale Experimental Machine.